# Dialetto tedesco di Berna
Il dialetto tedesco di Berna (nome nativo: Bärndütsch, in tedesco standard: Berndeutsch) o anche tedesco bernese, è il dialetto alto alemanno parlato nella città di Berna e nei comuni  dell'Altipiano svizzero, oltre che nelle regioni confinanti.

## Varianti
Ci sono molte varianti di questo dialetto, ma data la sempre maggiore importanza della città di Berna, la varietà "standard" di questo dialetto si sta anch'essa diffondendo. Fino alla seconda metà del XX secolo all'interno della stessa città era presente un considerevole numero di socioletti, che permettevano di distinguere almeno quattro gruppi differenti;
- il dialetto parlato dall'alta società, il quale presentava più prestiti dal francese degli altri dialetti;
- il dialetto parlato dai bernesi nativi della città;
- il dialetto parlato dalla gente di campagna trasferitasi in città;
- il dialetto parlato dagli abitanti della città vecchia, chiamato Mattenenglisch ("Matte" è un quartiere della città vecchia); presentava qualche prestito dall'inglese e dallo yiddish;

## Vocabolario
Molti dei vocaboli considerati tipici di questo dialetto provengono dalla sopracitata variante chiamata "Mattenenglisch", come per esempio Gieu ("ragazzo") o Modi ("ragazza"). La parola più famosa di questo dialetto è probabilmente äuä (/ˈæ̞wːæ̞ː/), che a seconda dei casi può significare "decisamente no","probabilmente" o "forse". I bernesi usano tipicamente la parola mängisch ("talvolta") al posto dell'equivalente tedesco manchmal. Alla fine di una domanda molto spesso viene usata la tag question gäu (2ª persona singolare), oppure la forma plurale gäuet, edentrambe significano "vero?/non è vero?", anche se in altri dialetti svizzeri vengono usate con significati diversi.

### Äuä
Come detto sopra, äuä è un tratto distintivo del dialetto bernese, e può anche essere scritta in diversi modi: äuää, äuuä, äuwä, ällwä eccetera. I due casi principali in cui viene usata sono:
- Come particella modale: quando viene usata in una frase dichiarativa indica che l'interlocutore semplicemente ipotizza ciò che dice, pur essendone abbastanza certo. In questo caso il suo significato è molto simile alla particella tedesca wohl: 
- Si chunt äuä gly. (Sono abbastanza sicuro che verrà presto.)

In alcuni casi questa particella non viene usata da sola, ma in espressioni come äuä scho o äuä de scho;
- usato per esmprimere incredulità e stupore:

Hesch ghört? AC/DC hei sech ufglöst! – Äuä!?  (Hai sentito? Gli AC/DC si sono sciolti! - Davvero!?)